# Grafen von Jabilinze und Belzig
Die Grafen von Jabilinze und Belzig waren ein Adelsgeschlecht an der mittleren Elbe und der unteren Saale im 12. und 13. Jahrhundert.

## Geschichte
Der Ritter Gottschalk wurde 1106 erstmals erwähnt, um 1110 mit dem Zusatz de Gabelizo. Dessen Sohn Baderich wurde 1155 erstmals als Graf von Gabelincze bezeichnet, seit 1156 auch von Dornburg an der Elbe, 1160 dann als erster Burggraf von Brandenburg. Dessen Sohn Siegfried wurde seit 1201 als Graf von Belzig bezeichnet.
Nach 1236 verlor Baderich von Belzig das Burggrafenamt von Brandenburg und wurde 1251 letztmals erwähnt. Damit war die Familie im männlichen Stamm wahrscheinlich ausgestorben.

## Territorien
- Jabilinze (Gabelizo, Gabelincze, Jabelinze, u. ä.), Lage unbekannt, möglicherweise bei Nienburg an der Saale oder Belzig (?), erwähnt für die Familie um 1110–1160
- Mehringen, bei Aschersleben, erwähnt für die Familie 1142–1162
- Dornburg an der Elbe, erwähnt für die Familie 1156–1233
- Belzig im Fläming, erwähnt für die Familie 1201–1251

## Mitglieder der Familie
- Gottschalk von Gabelizo, erwähnt 1106–1117
- Siegfried von Jabilinze, erwähnt 1117–1131/39, Sohn von Gottschalk
- Baderich von Jabilinze, erwähnt vor 1140–1179, Graf von Jabilinze und Dornburg, erster Burggraf von Brandenburg, Sohn von Gottschalk
- Alverich von Mehringen, erwähnt 1142–1162, Sohn von Gottschalk
- Siegfried von Belzig, erwähnt 1170–1204, Graf von Belzig und Burggraf von Brandenburg, Sohn von Baderich
- Baderich von Dornburg, erwähnt 1187–1198, Sohn von Baderich
- Baderich von Belzig, erwähnt 1211–1251, Graf von Belzig und letzter Burggraf von Brandenburg, Sohn von Siegfried